# Break the Records: By You & For You
Break the Records: By You & For You (reso graficamente come in Break the Records -by you & for you-) è il quarto album studio della boy band giapponese KAT-TUN, pubblicato in Giappone il 29 aprile 2009 dalla J-One Records. L'album è uscito in due versioni: una normale ed una a tiratura limitata contenente un libretto di trentasei pagine.

## Tracce
1. Don't U Ever Stop
2. Sadistic Love
3. Rescue
4. Water Dance
5. One Drop
6. White World
7. Care
8. 1582
9. Pierrot
10. Hana no Mau Michi (花の舞う街?)
11. Wind
12. Kimi Michi (君道?)
13. Shunkanshūtō (春夏秋冬?)
14. White X'mas (Album Version)
15. Neiro
16. Moon

## Classifiche
| Classifica        | Posizione |
| ----------------- | --------- |
| Giappone (Oricon) | 1         |